# Северная Янь
Северная Янь (кит. 北燕, пиньинь Bĕi Yàn) — одно из 16 варварских государств, возникших в IV веке на территории Северного Китая. Существовало в 409—436 годах.
Северная Янь со столицей в Лунчэне (в современной провинции Ляонин) была основана в 409 г. китайцем Фэн Ба. В том же году Фэн Ба смог захватить земли ещё одного из варварских царств — Поздняя Янь, и таким образом немного увеличить территории Северной Янь. Однако само государство Северная Янь просуществовало всего 27 лет и было завоевано в 436 г. императором Тай У-ди — правителем царства Северная Вэй.

## Императоры Северной Янь
| Храмовое имя       | Посмертное имя                | Личное имя             | Годы правления | Девиз правления (年號 niánhào) и годы |
| ------------------ | ----------------------------- | ---------------------- | -------------- | ------------------------------------- |
| Тай-цзу 太祖 Tàizǔ | Вэньчэн-ди 文成帝 Wénchéngdì  | Фэн Ба 馮跋 Féng Bá    | 409—430        | - Тайпин (太平 Tàipíng) 409—430       |
| отсутствует        | Чжаочэн-ди 昭成帝 Zhāochéngdì | Фэн Хун 馮弘 Féng Hóng | 430—436        | - Дасин (大興 Dàxīng) 430—436         |